# Desde mi cielo
Desde mi cielo es una novela corta fantastica/dramática de la escritora estadounidense Alice Sebold. Publicada en 2003 por Little, Brown and Company fue un superventas.

## Antecedentes
Cuando Alice Sebold tenía dieciocho años y acababa de salir una noche de la Universidad de Syracuse en el estado de Nueva York, un extraño la violó brutalmente en un túnel. Cuando llegó a casa esa noche, su padre le preguntó si quería comer algo. "Eso sería bueno", dijo, "especialmente porque las únicas cosas que he tenido en la boca en las últimas 24 horas han sido una galleta y una polla". Por supuesto, su padre se sorprendió, pero también le quedó claro que su hija seguía siendo la misma muchacha sarcástica de antes. "Nunca fue mi sueño despertar, ser violada y escribir sobre eso", dijo Alice Sebold en una entrevista. En ese mismo túnel fue violada y asesinada una muchacha, por eso Sebold llamó a su autobiografía, que publicó en Estados Unidos en 1999, Lucky.

## Trama
El 6 de diciembre de 1973, Susie Salmon, de 14 años, toma su atajo habitual desde su escuela a casa a través de un campo de maíz en Norristown, Pensilvania. George Harvey, su vecino de 36 años, un soltero que se gana la vida construyendo casas de muñecas, la convence de que mire un escondite subterráneo para niños que construyó en el campo. Una vez que ella baja al escondite, él la viola y la asesina, luego desmembra su cuerpo y pone sus restos en una caja fuerte que arroja en un sumidero, además de arrojar su pulsera a un estanque. El espíritu de Susie huye hacia su paraíso personal y, al hacerlo, pasa corriendo junto a su compañera de clase, la marginada social Ruth Connors, que puede ver el espíritu fantasmal de Susie
La familia Salmon inicialmente se niega a creer que Susie está muerta, hasta que el perro de un vecino encuentra el codo de Susie. La policía habla con Harvey y lo encuentra extraño pero no sospechoso. El padre de Susie, Jack, poco a poco sospecha de Harvey. La hija sobreviviente de Jack, Lindsey, comparte este sentimiento. Jack se toma una licencia prolongada del trabajo. Mientras tanto, otro de los compañeros de clase de Susie, Ray Singh, que estaba enamorado de Susie, desarrolla una amistad con Ruth, unidos por su conexión con Susie.
Más tarde, el detective Len Fenerman les dice a los Salmon que la policía ha agotado todas las pistas y está abandonando la investigación. Esa noche, Jack se asoma por la ventana de su guarida y ve una linterna en el campo de maíz. Creyendo que Harvey regresa para destruir pruebas, Jack sale corriendo para enfrentarse a él, armado con un bate de béisbol. La figura no es Harvey, sino Clarissa, la mejor amiga de Susie que está saliendo con Brian, uno de los compañeros de clase de Susie. Mientras Susie observa horrorizada desde el cielo, Brian, que iba a encontrarse con Clarissa en el campo de maíz, casi mata a Jack a golpes, y Clarissa le rompe la rodilla. Mientras Jack se recupera de una cirugía de reemplazo de rodilla, la madre de Susie, Abigail, comienza a engañar a Jack con el detective viudo. Fenerman.
Tratando de ayudar a su padre a probar sus sospechas, Lindsey se cuela en la casa de Harvey y encuentra un diagrama de la guarida subterránea, pero se ve obligada a irse cuando Harvey regresa inesperadamente. La policía no arresta a Lindsey por allanamiento de morada. Harvey huye de Norristown. Más tarde, se descubre evidencia que vincula a Harvey con el asesinato de Susie, así como con los de varias otras niñas. Mientras tanto, Susie se encuentra con las otras víctimas de Harvey en el cielo y ve su traumática infancia.
Abigail deja a Jack y finalmente consigue un trabajo en una bodega en California. La madre de Abigail, la abuela Lynn, se muda a la casa de los Salmon para cuidar a Buckley (el hermano menor de Susie) y Lindsey. Ocho años después, Lindsey y su novio, Samuel Heckler, se comprometen después de terminar la universidad, encuentran una casa antigua en el bosque propiedad del padre de un compañero de clase y deciden arreglarla y vivir allí. Algún tiempo después de la celebración, mientras discute con su hijo Buckley, Jack sufre un infarto. La emergencia hace que Abigail regrese de California, pero la reunión se ve atenuada por la amargura persistente de Buckley por haber abandonado a la familia durante la mayor parte de su infancia.
Mientras tanto, Harvey regresa a Norristown, que se ha vuelto más desarrollado. Explora su antiguo vecindario y se da cuenta de que la escuela se está expandiendo al campo de maíz donde asesinó a Susie. Conduce por el sumidero donde descansa el cuerpo de Susie y donde están Ruth y Ray. Ruth siente a las mujeres que Harvey ha matado y se siente superada físicamente. Susie, que mira desde el cielo, también se siente abrumada por la emoción y siente cómo ella y Ruth trascienden su existencia actual, y las dos chicas intercambian posiciones: Susie, su espíritu ahora en el cuerpo de Ruth, se conecta con Ray, quien siente la presencia de Susie y queda atónito por el hecho de que Susie ha vuelto brevemente con él. Los dos hacen el amor como Susie anhelaba hacer después de presenciar a su hermana y Samuel. Posteriormente, Susie regresa al cielo.
Susie se muda a otra parte más grande del cielo, pero ocasionalmente observa eventos terrestres. Lindsey y Samuel tienen una hija llamada Abigail Suzanne. Mientras acecha a una mujer joven en New Hampshire, Harvey es golpeado en el hombro por un carámbano, cae por una pendiente cubierta de nieve en el barranco de abajo y muere. Al final de la novela, una pareja de Norristown encuentra el brazalete con dijes de Susie pero no se dan cuenta de su significado, y Susie cierra la historia deseándole al lector "una vida larga y feliz".

## Personajes
- Susie Salmon Protagonista de la historia. Hija mayor de los Salmon.
- Lindsey Salmon Hermana menor de Susie. La historia se centra en ella tras la muerte de su hermana.
- George Harvey  Vecino de la familia Salmon y asesino de Susie
- Buckley Salmon  Hijo menor de la familia Salmon. A veces, mientras Susie lo observa desde el cielo, él también consigue verla.
- Abigail Salmon Madre de Susie. Tras el nacimiento de su tercer hijo, se ve obligada a abandonar los planes de dedicarse a la enseñanza. Al morir Susie, se desploma.
- Jack Salmon El padre de Susie. Trabaja en una agencia de seguros en Chadds Ford, Pensilvania.
- Lynn La abuela de Susie. Se muda a la casa de su yerno y sus nietos cuando su hija se marcha.
- Ruth Connors  Cuando Susie abandona la Tierra, su alma roza el cuerpo de Ruth. A partir de ese momento, empieza a interesarse por Susie, aunque apenas la conocía. Asimismo, escribe sobre la muerte y sobre lo que es capaz de ver.
- Ray Singh  Primer y único chico al que Susie besa. Acaba siendo amigo de Ruth.
- Ruana Singh La madre de Ray..
- Samuel Heckler Novio de Lindsay.
- Hal Heckler El hermano mayor de Samuel. Dirige un taller de motocicletas
- Len Fenerman Detective a cargo de la investigación de la muerte de Susie.
- Clarissa La mejor amiga de Susie en la Tierra.
- Holly La mejor amiga de Susie y compañera en su cielo.
- Franny Consejera de Susie y Holly en su cielo.
- Holiday El perro de los Salmon, un golden.

## Título
El título de la novela está tomado de una cita al final de la historia, cuando Susie reflexiona sobre la nueva fortaleza de sus amigos y familiares después de su muerte:

These were the lovely bones that had grown around my absence: the connections—sometimes tenuous, sometimes made at great cost, but often magnificent—that happened after I was gone. And I began to see things in a way that let me hold the world without me in it. The events my death brought were merely the bones of a body that would become whole at some unpredictable time in the future. The price of what I came to see as this miraculous body had been my life.
Estos eran los hermosos huesos que habían crecido alrededor de mi ausencia: las conexiones, a veces tenues, a veces hechas a un gran costo, pero a menudo magníficas, que sucedieron después de que me fui. Y comencé a ver las cosas de una manera que me permitía sostener el mundo sin mí en él. Los eventos que trajo mi muerte fueron simplemente los huesos de un cuerpo que se completaría en algún momento impredecible en el futuro. El precio de lo que llegué a ver como este cuerpo milagroso había sido mi vida

## Técnicas narrativas y literarias
Esta novela se enmarca en un género literario conocido como Bildungsroman en el que el autor destaca y presenta el aspecto psicológico, moral y social de la personalidad del protagonista, generalmente desde la juventud a la madurez.
A pesar de estar muerta, Susie es capaz de crecer y madurar en el cielo ya que su perspectiva como narrador evoluciona a lo largo de la novela.
La desintegración del núcleo familiar durante los años setenta también está presente: el asesinato de Susie precipita una cadena de acontecimientos que resultan en dicha desintegración. Abigail, por ejemplo, se siente atrapada en sus responsabilidades domésticas y acaba por dejar a su marido.

## Recepción

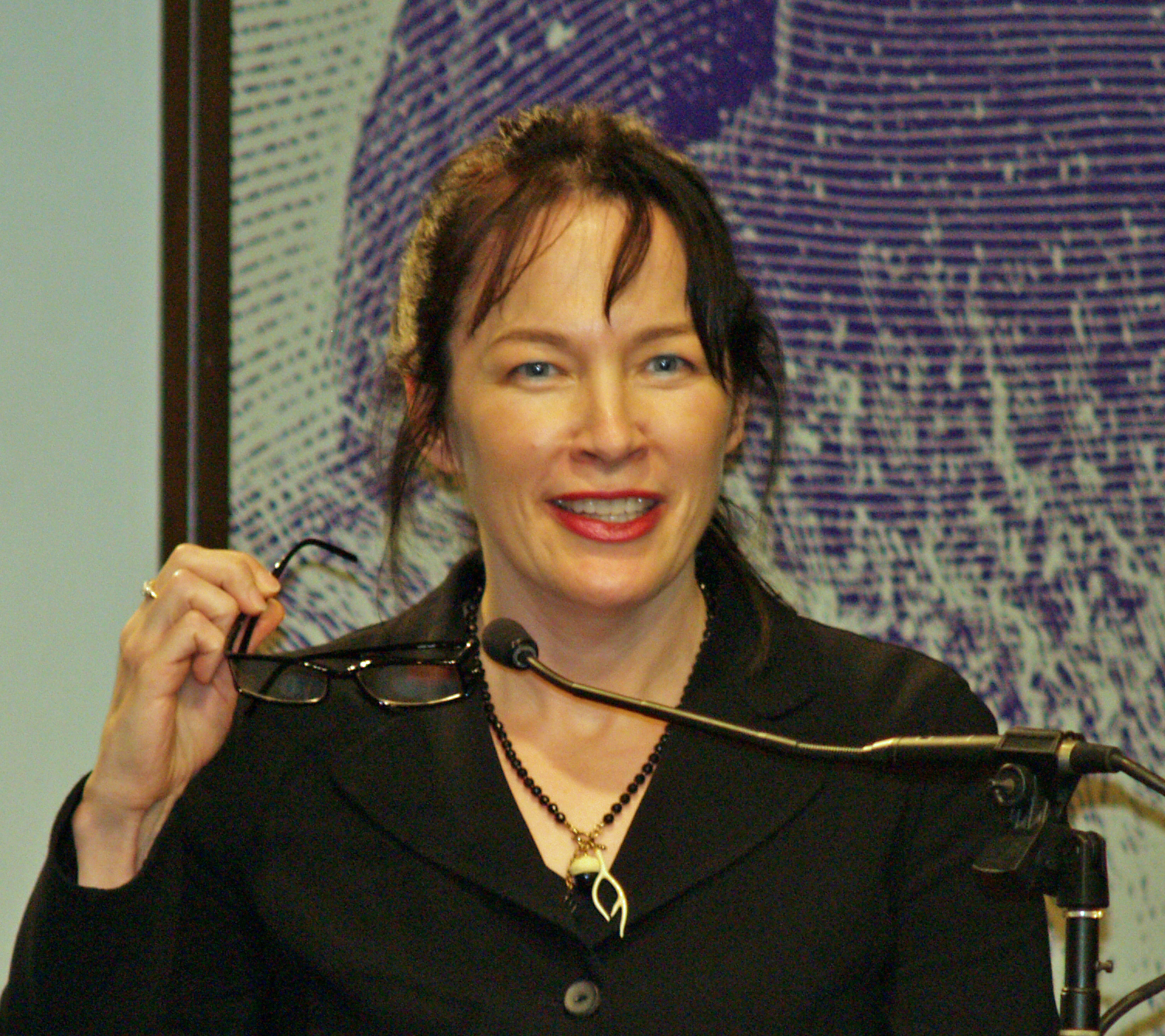
Alicia Sebold en 2007

La publicación de la novela de Alice Sebold resultó en un éxito sorprendente. La historia de éxito de la novela comenzó cuando la influyente excolumnista del New York Times Anna Quindlen declaró en el programa de televisión "Today Show" que si uno leyera solo un libro este verano, tendría que ser En mi cielo. "Es uno de los mejores libros que he leído en años", dijo, nombrándolo junto a clásicos como Matar un ruiseñor. Unos días después, el libro era el número uno en la lista de los más vendidos de Amazon, seis semanas antes de su publicación. Aunque la editorial Little, Brown hizo entregar la primera edición en cantidades significativamente mayores a lo planeado, la impresión apenas pudo mantenerse: una semana antes de la fecha de entrega oficial, la sexta edición estaba en proceso, cuatro semanas después casi un millón de copias. estaban en circulación. Little, Brown and Company le habría considerado un éxito si hubiera vendido 20.000 ejemplares, pero al final superaron el millón y durante algo más de un año, permaneció como número uno en la lista de ventas del New York Times. 
Las críticas en los EE. UU. fueron en general positivas y muchas notaron que la historia era más prometedora de lo que habría sugerido la idea de una adolescente brutalmente asesinada que va al cielo y sigue a su familia y amigos mientras continúan con sus vidas. "Este es un acto en la cuerda floja para un primer novelista, y Alice Sebold mantiene un equilibrio casi perfecto", escribió Katherine Bouton en The New York Times Book Review.
Ali Smith de The Guardian escribió que The Lovely Bones "es una reiteración decidida de la inocencia, una celebración con los dientes apretados de algo que no está desmembrado ni destrozado en absoluto, sino continuo: la noción de la unidad familiar estadounidense, disfuncional, sí, pero pura y buena de todos modos." Philip Hensher, de The Observer, considera que la novela era "muy legible", pero "en última instancia, parece un ejercicio ingenioso, abrumadoramente empalagoso e insensible de sentimiento y fantasía".
Hensher también señala que "es un cielo muy libre de Dios, sin ninguna sugerencia de que alguien haya sido juzgado o encontrado deficiente". Sin embargo, Sebold ha declarado que el libro no pretende ser religioso, "pero si la gente quiere tomar cosas e interpretarlas, entonces no puedo hacer nada al respecto. Es un libro que tiene fe y esperanza y temas universales gigantes en él, pero no está destinado a ser, 'Esta es la forma en que debes ver la otra vida'".
La crítica literaria del NZZ, Irene Binal, calificó a la novel como un "kitsch esotérico-místico" de un cielo encantado en el que todos son felices. Por otro lado, elogió la "poética del lenguaje que se trasluce en algunos lugares", que salva estilísticamente gran parte de la novela.
El periódico alemán FAZ comentó: "En mi cielo tiene debilidades. La historia da un giro hacia el final que es difícil de seguir (Susie se desliza en el cuerpo de una persona viva por un corto tiempo); y después de que las primeras tres cuartas partes del libro se conciben de manera tan brillante, se observan con amor y se cuentan con tanta pompa, el final demasiado feliz es débil. Sin embargo: El retrato de la familia Salmon ante una tragedia es una de las cosas más hermosas que se ha leído en mucho tiempo."

## Adaptación cinematográfica
El director Peter Jackson se aseguró los derechos cinematográficos del libro. En una entrevista de 2005, afirmó que el lector tiene "una experiencia cuando lee el libro que no se parece a ningún otro. No quiero que el tono o el estado de ánimo sean diferentes o se pierdan en la película". En la misma entrevista, con respecto al cielo de Susie, dijo que la versión cinematográfica se esforzaría por hacer que pareciera "de alguna manera etéreo y emocional, pero no puede ser cursi". La película está protagonizada por Saoirse Ronan como Susie Salmon, Mark Wahlberg como Jack Salmon, Stanley Tucci como George Harvey, Rachel Weisz como Abigail Salmon, Susan Sarandon como Lynn, la abuela de Susie, y Rose McIver como Lindsey Salmon.
La película se estrenó de forma limitada en tres cines de EE. UU. el 11 de diciembre de 2009, y el estreno internacional y amplio fue el 15 de enero de 2010. Recibió críticas mixtas, pero, no obstante, obtuvo una nominación al Premio de la Academia al Mejor Actor de Reparto (Tucci).